# Oliver Webb

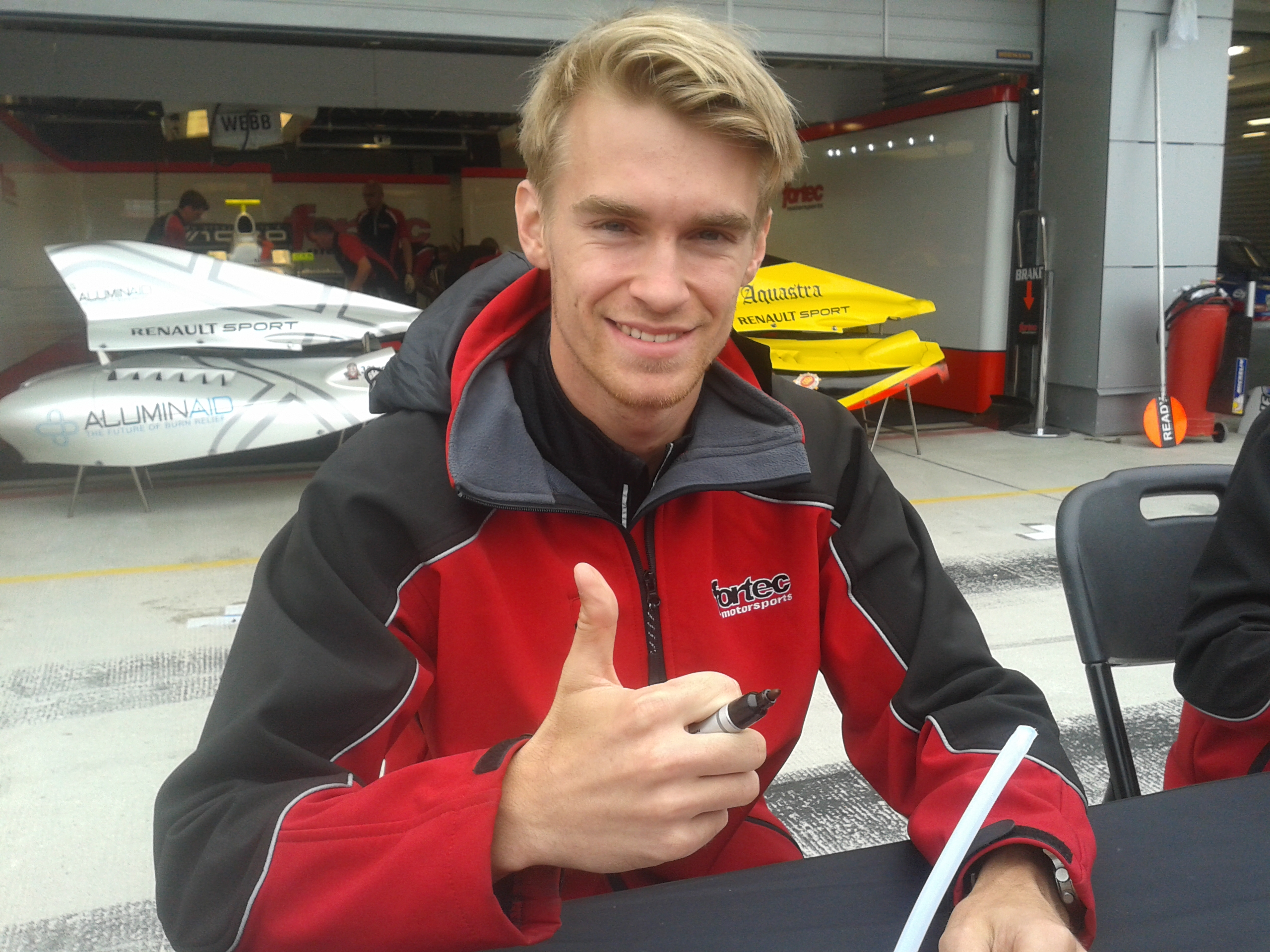
Oliver Webb 2013

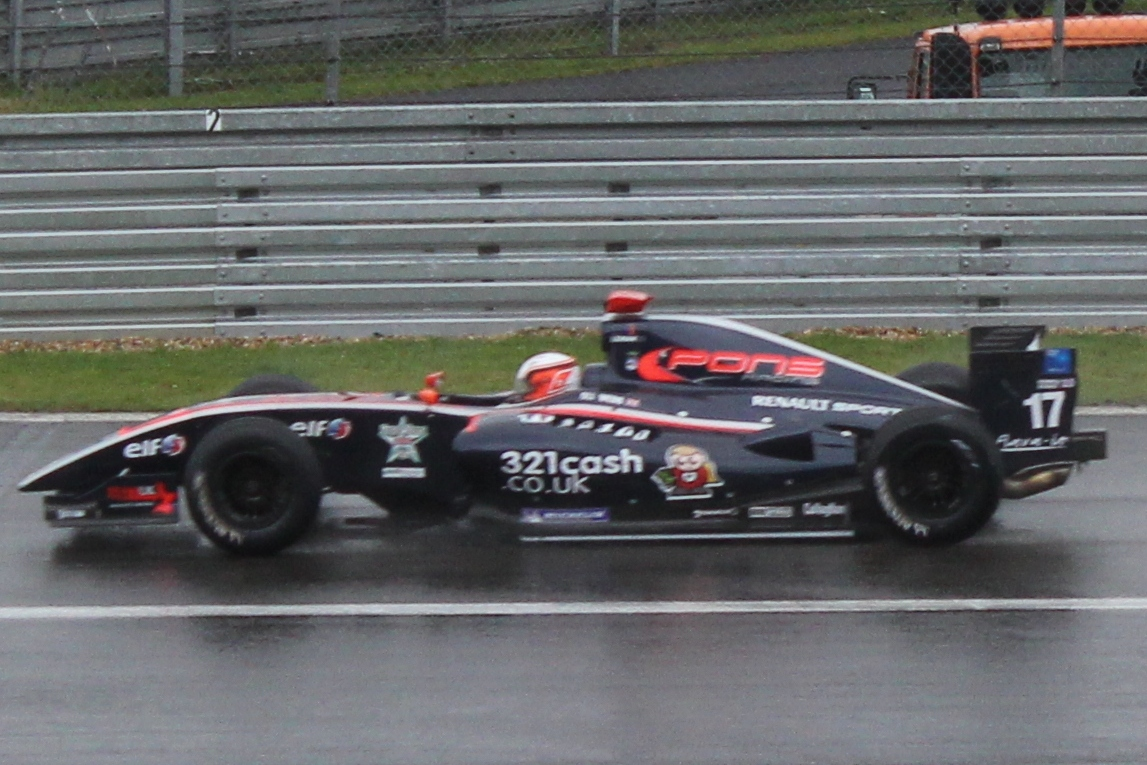
Oliver Webb für Pons in der Formel Renault 3.5 auf dem Nürburgring 2011

Oliver James Webb (* 20. März 1991 in Manchester) ist ein britischer Automobilrennfahrer. 2014 gewann er die European Le Mans Series (ELMS). Er trat 2011, 2013 und 2014 in der Formel Renault 3.5 an. Ab 2015 fuhr er in der FIA-Langstrecken-Weltmeisterschaft (WEC).

## Karriere
Webb begann seine Motorsportkarriere im Alter von neun Jahren im Kartsport, in dem er bis 2005 aktiv war. Außerdem fuhr er 2005 in der T-Cars-Serie, in der Rennfahrer im Alter von 14 bis 17 mit Limousinen unterwegs waren, und wurde Zweiter der Herbstmeisterschaft. 2006 konzentrierte er sich vollständig auf die T Cars und wurde Dritter der Meisterschaft.
2007 wechselte er in den Formelsport und machte seine ersten Erfahrungen in der Wintermeisterschaft der britischen Formel Renault, die er als 15. beendete. Anschließend ging er in der britischen Formel BMW an den Start und belegte den neunten Platz in der Gesamtwertung. 2008 nahm Webb an zwei Formel-Renault-Wintermeisterschaften teil und wurde Vierter der britischen und Zweiter der portugiesischen Wintermeisterschaft. Anschließend startete er in der britischen Formel Renault, in der er den achten Gesamtrang belegte. Darüber hinaus bestritt er vier Rennen in der nordeuropäischen Formel Renault. 2009 blieb Webb in der britischen Formel Renault und bestritt seine zweite Saison in dieser Meisterschaft. Webb zeigte konstant gute Leistungen und beendete nur ein Rennen nicht. Mit zwei Siegen und weiteren acht Podestplatzierungen wurde er am Saisonende Dritter hinter seinem Teamkollegen James Calado und dem Meister Dean Smith. Außerdem trat er zu vier Rennen des Formel Renault 2.0 Eurocups an.
2010 wechselte Webb in die britische Formel-3-Meisterschaft, in der er, wie schon in der Formel Renault, für Fortec Motorsport an den Start ging. Nachdem Webb ein gutes Debüt in der neuen Serie gegeben und an den ersten zwei Rennwochenenden vier von sechs Rennen auf dem zweiten Platz beendet hatte, folgten am dritten Rennwochenende seine ersten zwei Siege in der britischen Formel-3-Meisterschaft. Am Saisonende belegte er mit drei Siegen den dritten Gesamtrang. 2011 trat Webb für Pons Racing in der Formel Renault 3.5 an. Mit einem sechsten Platz als bestes Ergebnis schloss er die Saison auf dem 21. Gesamtrang ab, während sein Teamkollege Nick Yelloly, der nur das letzte Saisondrittel fuhr, mit einem zweiten Platz 14. wurde. Außerdem nahm Webb für Jensen MotorSport an vier Rennen der nordamerikanischen Indy Lights teil. Dabei erzielte er mit einem dritten Platz eine Podestplatzierung. Am Saisonende belegte er den 18. Gesamtrang.
2012 wechselte Webb vollständig nach Nordamerika und ging für Sam Schmidt Motorsports, das Meisterteam des Vorjahrs, in der Indy Lights an den Start. Er startete einmal von der Pole-Position und ein dritter Platz war sein bestes Resultat. Während Tristan Vautier, einer seiner drei Teamkollegen, den Meistertitel gewann, wurde Webb als schlechtester Schmidt-Pilot Gesamtsiebter. Zur Saison 2013 kehrte Webb nach Europa in die Formel Renault 3.5 zurück. Er erhielt ein Cockpit bei Fortec Motorsport. Mit einem vierten Platz als bestes Resultat wurde Webb 15. in der Fahrerwertung. Mit 27 zu 214 Punkten unterlag er intern Stoffel Vandoorne. Darüber hinaus nahm Webb an einigen GT-Rennen teil.
2014 wechselte Webb in den Langstreckensport und erhielt bei Signatech Alpine ein Cockpit in der European Le Mans Series (ELMS). Er bildete ein Fahrertrio mit Paul-Loup Chatin und Nelson Panciatici. Die drei gewannen ein Rennen und entschieden die Meisterschaft für sich. Das Trio nahm zudem am 24-Stunden-Rennen von Le Mans 2014 teil und erreichte dort den siebten Platz im Gesamtklassement sowie den dritten in der LMP2-Klasse. Außerdem bestritt er für OAK Racing ein Rennen der United SportsCar Championship. Darüber hinaus nahm Webb 2014 im Formelsport für Pons Racing an den ersten drei Veranstaltungen der Formel Renault 3.5 teil. 2015 erhielt Webb ein Cockpit bei Morand Racing in der FIA-Langstrecken-Weltmeisterschaft (WEC). Kurz vor dem Saisonauftakt zog Morand, die mit dem Team SARD kooperierten, beide Autos zurück. Nach organisatorischen Umstrukturierungen im Team kehrte Morand zum zweiten Rennen in die Meisterschaft zurück und reduzierte das Aufgebot auf ein Auto. Webb blieb als Fahrer beim Team. Zusammen mit Pierre Ragues beendete er die Weltmeisterschaft auf dem 20. Gesamtrang.

## Statistik

### Karrierestationen
| - 2000–2005: Kartsport - 2005: T Cars, Herbstmeisterschaft (Platz 2) - 2006: T Cars (Platz 3) - 2007: Britische Formel BMW (Platz 9) - 2007: Britische Formel Renault, Winterserie (Platz 15) - 2008: Britische Formel Renault (Platz 8) - 2008: Nordeuropäische Formel Renault (Platz 25) - 2008: Britische Formel Renault, Winterserie (Platz 4) | - 2008: Portugiesische Formel Renault, Winterserie (Platz 2) - 2009: Britische Formel Renault (Platz 3) - 2009: Formel Renault 2.0 Eurocup - 2010: Britische Formel 3 (Platz 3) - 2011: Formel Renault 3.5 (Platz 21) - 2011: Indy Lights (Platz 18) - 2012: Indy Lights (Platz 7) - 2013: Formel Renault 3.5 (Platz 15) | - 2013: FIA GT Series, Pro - 2013: Blancpain Endurance Series, Pro - 2013: Britische GT-Meisterschaft - 2014: ELMS, LMP2 (Meister) - 2014: Formel Renault 3.5 (Platz 26) - 2014: USCC, Prototype (Platz 45) - 2015: WEC (Platz 20) |

### Einzelergebnisse in der Formel Renault 3.5
| Jahr | Team              | 1   | 2   | 3   | 4   | 5   | 6   | 7   | 8   | 9   | 10  | 11  | 12  | 13  | 14  | 15  | 16  | 17  | Punkte | Rang |
| ---- | ----------------- | --- | --- | --- | --- | --- | --- | --- | --- | --- | --- | --- | --- | --- | --- | --- | --- | --- | ------ | ---- |
| 2011 | Pons Racing       | ALC | ALC | SPA | SPA | MNZ | MNZ | MON | NÜR | NÜR | HUN | HUN | SIL | SIL | LEC | LEC | CAT | CAT | 21     | 17.  |
| 2011 | Pons Racing       | 11  | 17  | DNF | 18  | 9   | 11  | DNF | DNF | 16  | 17  | 19  | 7   | 12  | 11  | 10  | DNF | 6   | 21     | 17.  |
| 2013 | Fortec Motorsport | MNZ | MNZ | ALC | ALC | MON | SPA | SPA | MOS | MOS | SPI | SPI | HUN | HUN | LEC | LEC | CAT | CAT | 27     | 15.  |
| 2013 | Fortec Motorsport | 4   | 9   | 11  | 17  | 11  | 12  | 9   | 9   | 7   | DNS | 16  | 16  | 10  | 13  | 22  | 10  | 10  | 27     | 15.  |
| 2014 | Pons Racing       | MNZ | MNZ | ALC | ALC | MON | SPA | SPA | MOS | MOS | NÜR | NÜR | HUN | HUN | LEC | LEC | JRZ | JRZ | 0      | 26.  |
| 2014 | Pons Racing       | 12  | 14  | DNF | 13  | 12  |     |     |     |     |     |     |     |     |     |     |     |     | 0      | 26.  |

### Le-Mans-Ergebnisse
| Jahr | Team                 | Fahrzeug        | Teamkollege      | Teamkollege       | Platzierung | Ausfallgrund  |
| ---- | -------------------- | --------------- | ---------------- | ----------------- | ----------- | ------------- |
| 2014 | Signatech Alpine     | Alpine A450     | Paul-Loup Chatin | Nelson Panciatici | Rang 7      |               |
| 2015 | Team SARD-Morand     | Morgan LMP2 Evo | Pierre Ragues    | Zoël Amberg       | Ausfall     | Motorschaden  |
| 2016 | Team ByKolles        | CLM P1/01       | Pierre Kaffer    | Simon Trummer     | Ausfall     | Wagenbrand    |
| 2017 | ByKolles Racing Team | ENSO CLM P1/01  | Marco Bonanomi   | Dominik Kraihamer | Ausfall     | Motorschaden  |
| 2018 | ByKolles Racing Team | ENSO CLM P1/01  | Tom Dillmann     | Dominik Kraihamer | Ausfall     | Unfall        |
| 2019 | ByKolles Racing Team | ENSO CLM P1/01  | Tom Dillmann     | Paolo Ruberti     | Ausfall     | Antriebswelle |
| 2020 | ByKolles Racing Team | ENSO CLM P1/01  | Tom Dillmann     | Bruno Spengler    | Ausfall     | Unfall        |
| 2021 | ARC Bratislava       | Ligier JS P217  | Miroslav Konôpka | Matej Konôpka     | Rang 24     |               |

### Einzelergebnisse in der FIA-Langstrecken-Weltmeisterschaft
| Saison  | Team             | Rennwagen      | 1   | 2   | 3   | 4   | 5   | 6   | 7   | 8   | 9   |
| ------- | ---------------- | -------------- | --- | --- | --- | --- | --- | --- | --- | --- | --- |
| 2014    | Signatech Alpine | Alpine A450    | SIL | SPA | LEM | AUS | FUJ | SHA | BAH | SAO |     |
| 2014    | Signatech Alpine | Alpine A450    | 7   |     |     |     |     |     |     |     |     |
| 2015    | SARD Morand      | Morgan LMP2    | SIL | SPA | LEM | NÜR | AUS | FUJ | SHA | BAH |     |
| 2015    | SARD Morand      | Morgan LMP2    |     | 11  | DNF | 10  | 10  | 14  | 12  | 16  |     |
| 2016    | Team Kolles      | CLM P1/01      | SIL | SPA | LEM | NÜR | MEX | AUS | FUJ | SHA | BAH |
| 2016    | Team Kolles      | CLM P1/01      | 14  | 6   | DNF | DNF | 21  | 11  | DNF | 7   | 8   |
| 2017    | Team Kolles      | CLM P1/01      | SIL | SPA | LEM | NÜR | MEX | AUS | FUJ | SHA | BAH |
| 2017    | Team Kolles      | CLM P1/01      | DNF | 6   | DNF | 14  |     |     |     |     |     |
| 2018/19 | Team Kolles      | CLM P1/01      | SPA | LEM | SIL | FUJ | SHA | SEB | SPA | LEM |     |
| 2018/19 | Team Kolles      | CLM P1/01      | 4   | DNF | DNF | 5   | DNF |     | 34  | DNF |     |
| 2019/20 | Team Kolles      | CLM P1/01      | SIL | FUJ | SHA | BAH | AUS | SPA | LEM | BAH |     |
| 2019/20 | Team Kolles      | CLM P1/01      |     |     |     |     |     | 27  | DNF |     |     |
| 2021    | ARC Bratislava   | Ligier JS P217 | SPA | POR | MON | LEM | BAH | BAH |     |     |     |
| 2021    | ARC Bratislava   | Ligier JS P217 |     | 29  | 14  | 24  | 21  |     |     |     |     |